# برايت ماتشيدا
برايت ماتشيدا (باليابانية: 町田ブライト) هو لاعب كرة قدم ياباني، ولد في 23 أكتوبر 1996 في طوكيو في اليابان.

## وصلات خارجية
- برايت ماتشيدا على موقع رابطة كرة القدم اليابانية للمحترفين (اليابانية)
- برايت ماتشيدا على موقع Soccerway.com (الإنجليزية)